# Карін Аасма
Карін Аасма (нар. Гелю Карін Ісаак; 17 березня 1926, Пярну, Естонія — 29 січня 2012, Гетеборг, Швеція) — естонсько-шведська історик мистецтва.

## Життєпис
Її батько був архітектором, а мати — вчителем мистецтва. У 1944 закінчила Вищу жіночу школу в Пярну. Того ж року вона втекла до Швеції, де продовжила навчання в Товаристві ремесел і дизайну (тепер HDK) у Гетеборзі 1946–1948. Пізніше Аасма вивчала класичну археологію, етнографію та історію мистецтва в Гетеборзькому та Стокгольмському університетах. У 1960 Карін Аасма здобула ступінь філософії з історії мистецтва в Гетеборзькому університеті, захистивши дипломну роботу про внутрішнє оздоблення церков у західній Швеції в 1600-х і 1700-х рр.
В 1964–1966 Аасма працювала кураторкою в Історичному музеї Гетеборга. У 1966–1976 вона працювала музейним педагогом у Гетеборзькому музеї мистецтв, викладала історію мистецтва в Гетеборзькому університеті 1976–1990 і була кураторкою у Музеї Рьоска в 1976–1991 рр.
Аасма входила до Міжнародної ради музеїв (ICOM), а також до Шведської асоціації музейних працівників (Svenska Museimannaföreningen), а з 1951 — до Естонського студентського товариства Filiae Patriae.
Була редакторкою і співавторкою збірника «Allmogekulturen i Estland» («Народна культура в Естонії)» (Музей Північних країн, 1980). У книзі «Ösels kyrkor» вона дала огляд середньовічних церков Сааремаа. Аасма також читала лекції з естонського мистецтва, зокрема з історії архітектури. Крім того, брала участь у написанні передруків церков Богуслена в серії книг «Шведські церкви», виданих Шведською радою національної спадщини та Шведською королівською академією літератури, історії та старожитностей.
У 2005 вона отримала премію від Eesti Komitee у Стокгольмі за роботу з естонської культури.
Карін Аасма була одружена з Феліксом Аасма, доцентом електротехніки. У них був син і дві доньки.

## Праці

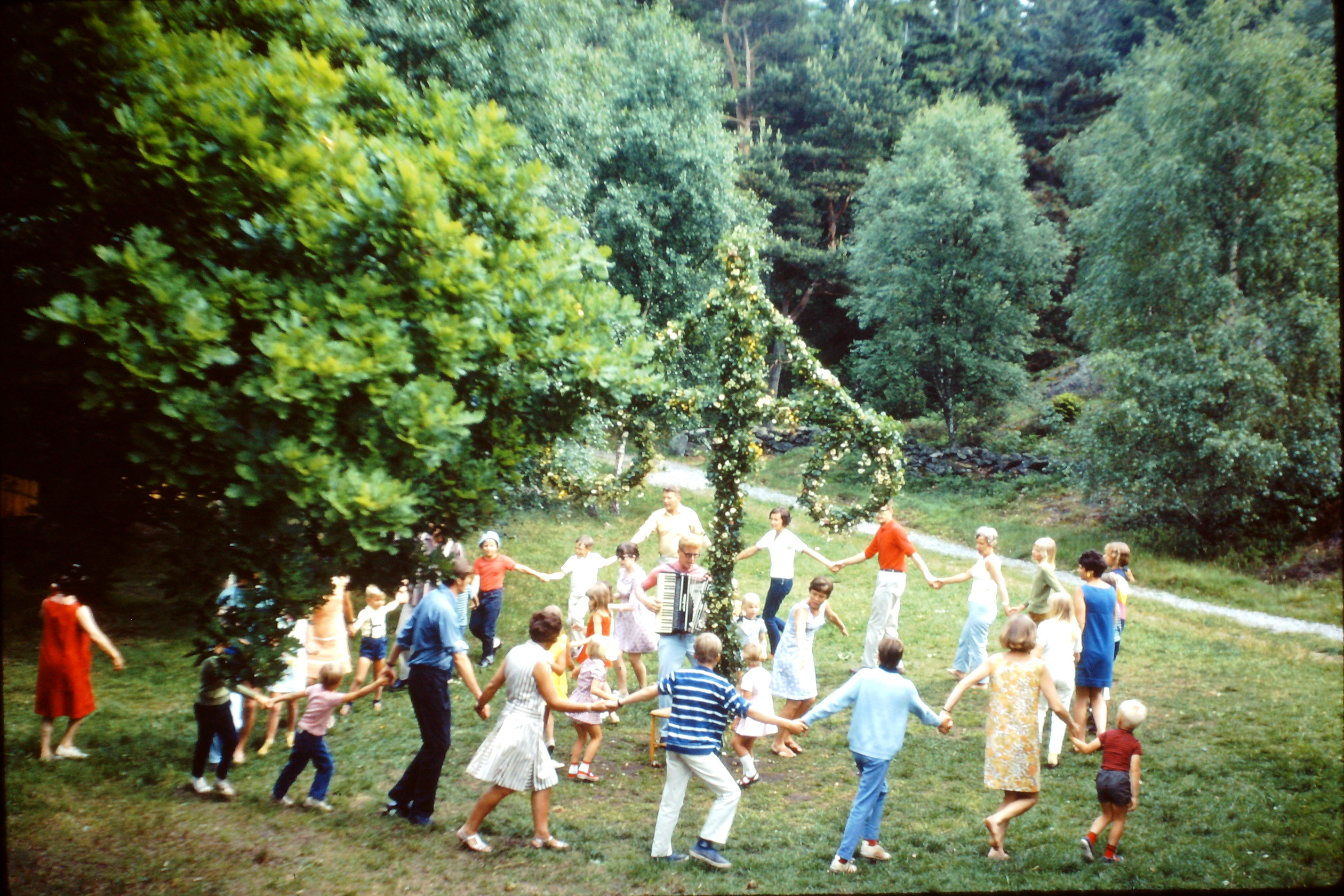
Знімок, зроблений Карін Аасма, на літньому сонцестоянні урочистостей в Årsnäs біля Куди, де у неї був літній будинок з 1964 р.

- «Korp! Filiae Patriae Göteborgi koondis: lõunakokkutulekud» kogumikus «Korporatsioon Filiae Patriae 90» Tartu, 2010, lk 82
- «Eesti ehtekunsti näitus Göteborgis» Eesti Päevaleht (Stockholm), 31. oktoober 2002, nr 43, lk 10 (26. oktoobrist 20. novembrini 2002 toimus Kadri Mälgu ehtenäitus)
- «Eesti Kunstivarad hävinemas ?» Eesti Päevaleht (Stockholm), 21. oktoober 1999, nr 41, lk 5 (Marika Valk esines 28. septembril 1999 Stockholmi Eesti Majas ettekande ja videofilmi näitamisega uue Eesti Kunstimuuseumi hoone projektist)
- «Estival '03 — tagasivaade» Eesti Päevaleht (Stockholm), 19. juuni 2003, nr 24, lk 8 (kokkuvõte 2003. aasta Eesti Kultuuripäevadest Göteborgis)
- «Dragsmarks och Bokenäs kyrkor: Lane härad, Bohuslän» Stockholm: Almqvist & Wiksell International, 1994
- «I österled — tema Baltikum: vandringsutställningen» Göteborg: Göteborgs Museer, 1983
- «Kungälvs kyrkor: Inlands Södre härad, Bohuslän» Stockholm: Almqvist & Wiksell, 1969
- «Kyrkorna i Marstrand: Bohuslän» Stockholm: Almqvist & Wiksell, 1974
- «Medeltida kyrkor på Ösel, Estland: anteckningar från en resa till Ösel sommaren 1989» Göteborg, 1989
- «Medeltida kyrkor på Ösel, Estland: anteckningar från en resa till Ösel sommaren 1989 (med tillägg 1993)» Göteborg, 1993
- Karin Aasma, Ursula Larsson, Maj-Brit Wadell «Ytterby, Kareby och Romelanda kyrkor i Bohuslän: samt tillägg, rättelser och register till Bohuslän» Bd. 1. Stockholm: Generalstabens litografiska anstalts förlag, 1967, lk 270—436